# USS Bancroft (DD-598)
USS Bancroft (DD-598) – niszczyciel typu Benson. Został odznaczony ośmioma battle star za służbę w czasie II wojny światowej.
W czasie II wojny światowej głównie na azjatyckim teatrze wojennym.

## Historia
"Bancroft" przybył do Dutch Harbor na Alasce 17 września 1942 r. i pozostał na Wyspach Aleuckich do końca sierpnia 1943 r., wspierając okupację wysp Amczitka (12 stycznia 1943), Attu (11 maja – 2 czerwca) i Kiska (15 sierpnia). W dniu 18 sierpnia 1943 r. przyszedł on z pomocą niszczycielowi USS "Abner Read" (DD-526), który wszedł na minę, został pozbawiony napędu i mógł zsunąć się na brzeg lub na inne miny. Od września 1943 r. do lipca 1945 r. uczestniczył w misjach w zakresie wsparcia ogniowego, kontroli bezpieczeństwa i eskortowania podczas wielu operacji na Pacyfiku.
Od września do listopada 1945 r. "Bancroft" eskortował konwoje między Filipinami, Okinawą i Japonią.
W dniu 9 grudnia 1945 r. przybył do Norfolk w stanie Wirginia i wycofany do rezerwy w Charleston w Karolinie Południowej, 1 lutego 1946 r. Został złomowany w 1973 r.